# جورج هيل (طاهي)
جورج هيل (بالإنجليزية: George Hill)‏ هو طاهي أسترالي، ولد في 20 مايو 1942 في بنغالور في الهند.